# Heider SV
Heider SV e. V. é uma agremiação esportiva alemã, fundada a 14 de outubro de 1925 e sediada em Schleswig-Holstein.

## História
Inicialmente era o time reserva do VfL 05 Heide. Os reservas desafiaram o primeiro time para um duelo, que eles ganharam. Apesar disso, não foram feitas alterações no elenco, de modo que os atletas deixaram o clube para formar o SV.
A equipe é conhecida popularmente como kleiner HSV, o pequeno HSV, uma brincadeira com o nome do mais conhecido Hamburgo SV. A equipe representava a menor cidade competindo no mais alto voo da competição alemã em nível regional, a Oberliga Nord (I) na temporada 1956-1957 e 1960-1961 defrontando clubes de maior expressão, como Hamburger SV, Hannover 96, Werder Bremen e FC St. Pauli. 
As aparições do clube na primeira divisão foram breves, mas o time foi entusiasticamente apoiado, regularmente atraindo grandes multidões. O destaque do Heider na temporada de 1956-1957 foi uma vitória por 2 a 0 sobre o Hamburgo SV, perante uma multidão de 12.000, um recorde de público ainda vigorando.
Em 1951, 1953 e 1955, o Heider participou do campeonato amador do país. Seu melhor resultado foi o avanço para as semi-finais em 1955, quando foi eliminado pelo Sportfreunde Siegen por 3 a 1. O clube também fez tentativas fracassadas de voltar à Oberliga em 1954, 1958, 1959 e 1962.

## Pós-Bundesliga
Após a formação da Bundesliga, o campeonato alemão profissional, em 1963, o Heider tomou parte da Amateurliga Schleswig-Holstein (III) depois de não conseguir qualificar-se para a nova Regionalliga Nord (II). A equipe acabou por conquistar o seu caminho à Regionalliga para uma volta única temporada em 1968-1969, e novamente para uma temporada de quatro temporadas de 1970 a 1974. 
Depois de escorregar na Amateurliga, o SV passou a disputar a quarta camada na Landesliga Schleswig-Holstein (1975-1978), a Verbandsliga Schleswig-Holstein (1978-1994), e a Hamburgo Oberliga/Schleswig-Holstein (1994-2004), antes de finalmente cair para a Verbandsliga Schleswig-Holstein (V), em 2004. Embora geralmente faça campanhas de médio porte, o Heider continuou a ser competitivo ao longo dos anos, conquistando quatro segundos lugares, bem como o título da Verbandsliga Schleswig-Holstein (IV) em 1982-1983.
O clube também fez aparições ocasionais na DFB-Pokal, a Copa da Alemanha, mas nunca passou da fase de abertura.
Depois de perder uma rodada do playoff de promoção para o SV Arminia Hannover, em 1997, o time lutava, mas oferecia performances pobres, perdendo progressivamente o apoio de fãs e patrocinadores, e além de enfrentar problemas financeiros. 
Sua situação foi estabilizada e, desde então, atua na SH-Liga (Schleswig-Holstein Liga), tendo terminado em 14ª lugar.

## Títulos
- Amateurliga Schleswig-Holstein (II) campeão: 1956, 1958, 1959, 1960, 1962, 1963;
- Verbandsliga Schleswig-Holstein (IV) campeão: 1983;